# باشگاه فوتبال نورث‌همپتون سیلبی رنجرز
باشگاه فوتبال نورث‌همپتون سیلبی رنجرز (به انگلیسی: Northampton Sileby Rangers Football Club) یک باشگاه فوتبال در شهر نورث‌همپتون، کشور انگلستان است که در سال ۱۹۶۸ میلادی تأسیس شده‌است.